# Aurélio Miguel
Aurélio Fernández Miguel, né le 10 mars 1964 à São Paulo, est un ancien judoka brésilien.

## Biographie
Aurélio Miguel se révèle en 1983 en remportant le titre mondial junior dans la catégorie des poids mi-lourd qui sera la sienne durant toute sa carrière. Il participe dès lors aux compétitions majeures se déroulant sur le continent européen ce qui lui permet de rencontrer les meilleurs judokas du vieux continent (comme le Belge Robert Van de Walle ou l'Allemand Günther Neureuther).
En 1987, il remporte son premier titre international lors des Jeux panaméricains organisés à Indianapolis. Quelques mois plus tard, il enchaîne en glanant sa première médaille lors de championnats du monde de judo en prenant la troisième place en -95 kg. Du fait de ses performances récentes, il participe en tant qu'outsider aux Jeux olympiques de 1988 organisés à Séoul. Il atteint le sommet de son sport en remportant la médaille d'or en finale face à l'Allemand Marc Meiling ; il devenait ainsi le premier judoka brésilien à être champion olympique.
Après un intermède consacré à l'action politique en faveur des sports et du judo au Brésil, il revient en 1992 mais ne peut participer aux Jeux olympiques de Barcelone pour défendre son titre à cause d'une blessure. De retour l'année suivante, il renoue avec les podiums internationaux en décrochant la médaille de bronze lors des mondiaux d'Hamilton. Pour ses deuxièmes et derniers Jeux olympiques, il parvient à décrocher le bronze à Atlanta en 1996. 
Après une dernière médaille mondiale obtenue à Paris en 1997 et une retraite en 1999, le Brésilien se reconvertit définitivement dans la politique. En plus de quinze années de carrière, il n'aura donc manqué qu'un titre mondial au palmarès du judoka brésilien.

## Palmarès

### Jeux olympiques
- Jeux olympiques de 1988 à Séoul (Corée du Sud) :
  -  Médaille d'or dans la catégorie des poids mi-lourd (-95 kg).
- Jeux olympiques de 1996 à Atlanta (États-Unis) :
  -  Médaille de bronze dans la catégorie des poids mi-lourd (-95 kg).

### Championnats du monde
- Championnats du monde 1987 à Essen (Pays-Bas) :
  -  Médaille de bronze dans la catégorie des poids mi-moyen (-95 kg).
- Championnats du monde 1993 à Hamilton (Canada) :
  -  Médaille d'argent dans la catégorie des poids mi-moyen (-95 kg).
- Championnats du monde 1997 à Paris (France) :
  -  Médaille d'argent dans la catégorie des poids mi-moyen (-95 kg).

### Divers
- Jeux panaméricains :
  -  Médaille d'or en 1987 à Indianapolis (États-Unis).
- Juniors :
  -  Médaille d'or aux mondiaux juniors en 1983 à Mayaguez (Porto Rico).